# 中华竹鼠
中华竹鼠（学名：Rhizomys sinensis）为鼴形鼠科竹鼠属的动物，分布于缅甸，越南以及中国广西、陕西、贵州、云南、甘肃、四川、广东、福建、湖北等地，常见于竹林、干草地。该物种的模式产地在广州附近。
其种加词“sinensis”意为“中华的”。

## 亚种
- 中华竹鼠福建亚种（学名：Rhizomys sinensis davidi），Thomas于1921年命名。在中国大陆，分布于福建等地。该物种的模式产地在福建挂墩。[3]
- 中华竹鼠指名亚种（学名：Rhizomys sinensis sinensis），Gray于1831年命名。在中国大陆，分布于广西、贵州、云南（南部）、广东等地。该物种的模式产地在广州附近。[4]
- 中华竹鼠四川亚种（学名：Rhizomys sinensis vestitus），Milne-Edwards于1871年命名。在中国大陆，分布于甘肃、陕西、四川、湖北等地。该物种的模式产地在四川宝兴。[5]
- 中华竹鼠云南亚种（学名：Rhizomys sinensis wardi），Thomas于1921年命名。在中国大陆，分布于云南（西北部）等地。该物种的模式产地在缅甸克钦邦。[6]

## 保护
本种于2023年被收录入《有重要生态、科学、社会价值的陆生野生动物名录》。

## 争议
竹鼠也被中華人民共和國國家衛生健康委員會高級別專家組組長鍾南山懷疑是2019冠状病毒病源頭之一，但尚未有明確的證據可證明之。